# Micaela Retegui
Micaela Retegui (San Fernando, 23 de abril de 1996) es una jugadora argentina de hockey sobre césped.

## Trayectoria
En 2019, Retegui fue convocada a la selección absoluta femenina. Compitió en el equipo que terminó cuarto en la Pro League 2019 en Amstelveen.
Ganó la medalla de bronce en los Juegos Olímpicos de la Juventud del 2014 en Nanjing.
En agosto de 2019, logró la medalla de oro en los Juegos Panamericanos de Lima, Perú.
En agosto de 2021, logró la medalla de plata en los Juegos Olímpicos de Tokio 2020.

## Vida personal
Es hija del entrenador de hockey argentino Carlos Retegui y hermana del futbolista Mateo Retegui.